# Выдержка (фонетика)
Вы́держка в фонетике — основной этап артикуляции звука речи, его главная фаза.
Во время выдержки движение произносительных органов речи замедляется или прекращается. При этом струя выдыхаемого воздуха преодолевает преграду, которую образуют органы речи, за счёт чего обеспечивается качественное своеобразие произносимого звука. Выдержке предшествует фаза приступа (или экскурсии), а завершает артикуляцию фаза отступа (рекурсии).
В ходе выдержки, таким образом, положение артикулирующих органов остаётся относительно стабильным. О полной стабильности речи, впрочем, не идёт: так, при произнесении гласного абсолютно устойчивое положение данных органов даже в случае монофтонга фактически не встречается. При произнесении согласного характерный для данного конкретного звука шум возникает во время выдержки в случае фрикативных или дрожащих согласных, а в случае смычных согласных на фазе выдержки поток воздуха из лёгких полностью блокирован, и характерный шум возникает уже на фазе отступа.
Во многих языках среди согласных выделяются краткие и долгие, причём в одних случаях (как, например, в японском языке) краткие и долгие гоморганные согласные различаются как самостоятельные фонемы, в других же такое различение фонологической значимости не имеет и носит лишь позиционный характер. Основным фактором, позволяющим характеризовать согласные как долгие или краткие, является длительность выдержки.